# Židovi Zvornika
Židovi su nekadašnja etnička i vjerska skupina koja je djelovala u Zvorniku, u Bosni i Hercegovini. Sjedište Židovske općine se nalazilo u Zvorniku.

## Povijest
Židovska zajednica u Zvorniku počela se osnivati oko 1845. godine kada su se na ovom području naselile prve obitelji iz Tuzle i Bijeljine. Prema putopisu dr. Ota Blaua, godine 1877. u Zvorniku je živjelo šest židovskih obitelji. S dolaskom austrougarske, u Zvornik su se počeli doseljavati Aškenazi. Prema popisu stanovništva iz 1879. godine, u Zvorniku je živjelo 50 židovskih obitelji. Sefardi i Aškenazi su imali zajedničku sinagogu, koja je podignuta 1902. godine.
Prema popisu iz 1910. godine, u Zvorniku je živjelo 3688 stanovnika, od toga 148 Židova. Pošto se nalazio između dva velika grada, Beograda i Sarajeva, u Zvorniku su Židovi iz ova dva grada održavali susrete. Prvu nogometnu loptu u Zvornik je donio brat Emila Krausa Robert, zajedno s Nikiforom Jovičićem. Prvi nogometni klub bio je Zmaj od Noćaja, osnovan 1933. godine. Godinu dana kasnije osnovan je i nogometni klub Sloga. Pred početak Drugog svjetskog rata gasi se aktivnost oba ova kluba, a umjesto njih osniva se nogometni klub Omladinac. Za klub Zmaj od Noćaja igrali su i Židovi, Rafo Levi i Isidor Bararon.
Poznati trgovci Zvorniku bili su Bela Fischer, Mošima Levi, Najman Hajon, Juda Gottesmann i Estera Babaron. Prvi hotel u Zvorniku, koji se zvao Grad Beč, podignut je za vrijeme austrougarske okupacije, a vlasnik je bio Židov Lazar Krausz, otac Emila Krausza, jedan od rijetkih koji je preživio Drugi svjetski rat i nastavio živjeti u Zvorniku. Herman Günsberger je rođen krajem 19. stoljeća u Zvorniku. Živio je u naselju Rijeka, i uz kuću se nalazila pekara. Petkom se roba iznosila na tržnicu, a najlješi kruh i peciva imao je upravo pekar Günsberger, koji ih je nudio na elegantnom uređenom stolu s platnenim krovom i natpisom Hermanovo pecivo. Od obitelji Günsberger holokaust su preživjele supruga Roza i kćer Sidonija. Aron Gottesmann je prije Drugog svjetskog rata izdržavao svoju četveročlanu obitelj svirajući violinu.
U svibnju 1942. godine ustaše su pokupile i u kamione ugurale muškarce, žene i djecu i predali ih Nijemcima u Šapcu. Svi su na Banjici strijeljani od 19. do 28. svibnja. Pokretna imovina Židova je opljačkana, a nepokretna zaplijenjena. Danas u Zvorniku o nekadašnjem postojanju Židova svjedoče kuće Bele Fischera (danas poslovna zgrada Vodovoda i komunalije), Hanoja Nahmana (koja se nalazi kod centralnog spomenika), Avrama Bararona na Fetiji, sinagoga (koja je sada privatna kuća), te židovsko groblje.

## Židovsko groblje
Židovsko groblje u Zvorniku osnovano je 1890. godine uz blagoslov rabina Benjamina Hasana. Karakteristično je po raznim formama i oblicima nadgrobnih elemenata. Na groblju se nalazi oko 80 spomenika od kojih najstariji datira iz 1888. godine. Spomenici su napravljeni od kamena, mramora ili betona. Natpisi na nadgrobnicima uglavnom su dvojezični, isklesani hebrejskim pismom i latiničnim pismom na njemačkom ili hrvatskom jeziku. Prema pisanim podatcima iz 1910. godine, Židovi Sefardi dobro su govorili hrvatskim jezikom te se na njihovim spomenicima mogu uočiti natpisi na lokalnom jeziku dok je za Židove Aškenaze njemački jezik bio materinji i na njihovim spomenicima se nalaze natpisi na njemačkom jeziku. Osim dvojezičnosti, spomenici su karakteristični po različitim motivima koji su uglavnom uklesani u zaglavlju, s prednje strane spomenika. Uglavnom je riječ o Davidovoj zvijezdi, žalosnoj vrbi, maslinovim grančicama ili cvijetnom reljefu. Židovsko groblje u Zvorniku sačuvalo je visok stupanj autentičnosti i predstavlja važno povijesno svjedočanstvo o životu Židova u Zvorniku. 
U svibnju 2008. godine podignuta je spomen-ploča u znak sjećanja na Židove Zvornika nastradale i prognane tijekom Drugog svjetskog rata.

## Vanjske poveznice
- Obećana zemlja na obali Drine